# 8693 Matsuki
A 8693 Matsuki (ideiglenes jelöléssel 1992 WH1) a Naprendszer kisbolygóövében található aszteroida. Endate Kin és Vatanabe Kazuró fedezte fel 1992. november 16-án.